# Марков, Сергей Васильевич
Марков Сергей Васильевич (род. 1 января 1969, Кротовка, Куйбышевская область) — российский экономист, глава города Новокуйбышевск (2016—2018, 2019—2023).

## Биография
В 1994 году окончил Самарский экономический институт
В 2000 году окончил Международный университет бизнеса и управления по специальности — экономист. В 2010 году защитил диссертацию и получил ученую степень кандидата экономических наук.

### Трудовая деятельность
В 1970 году семья переехала в Новокуйбышевск, мать штукатур-маляр, отец — сварщик.
В семнадцать лет работал плотником в тресте «ТрубопроГводстрой».
В 1987—1990 годах срочная военная служба в рядах Советской армии в Тбилиси, участвовал в ликвидации последствии Спитакского землетрясения.
В 1990—2012 годах аппаратчик, оператор, заместитель директора по экономике и финансам «Куйбышевнефтеоргсинтез» (Новокуйбышеском НПЗ)
В 2012—2016 годах заместителем главы города по финансам и экономическому развитию администрации Новокуйбышевск.
В декабре 2016 конкурсной комиссией по рекомендации губернатора Н. И. Меркушкина избран Главой городского округа Новокуйбышевск.
В ноябре 2019 вернулся на должность Главы городского округа Новокуйбышевск, в сентябре подал в отставку, в октябре 2023 года местная Дума приняла его отставку.
2 октября 2018 году губернатором Самарской области Д. И. Азаровым назначен министром энергетики и ЖКХ Самарской области, сменив Сергея Крайнева.
В 2019 году в должности министра, назначил руководителем Госжилинспекции Самарской области начальника комитета по управлению муниципальным имуществом администрации Новокуйбышевска Викторию Каткову. В этом же году назначил своим заместителем министра директора регионального мусорного оператора ООО «Экостройресурс» Наталью Ржевскую.
12 ноября 2019 ушел в отставку с поста министра энергетики и ЖКХ Самарской области, по просьбе общественности вернувшись на должность Главы городского округа Новокуйбышевск после отставки Фомина Владимира Николаевича.
26 сентября 2023 года подал в Думу г.о. Новокуйбышевск заявление об отставке с поста Главы городского округа Новокуйбышевск по собственному желанию.. 18 октября дума приняла отставку.

## Награды
- Сергей Васильевич имеет звание «Почётный нефтехимик РФ».
- Награждён медалью Петра Великого «За трудовую доблесть».